# 湯圍
湯圍，是台灣宜蘭縣礁溪鄉的一個傳統地域名稱，該地因蘊含溫泉而得名。位於該鄉東北部，其範圍大致為今德陽村西北部。

## 歷史
台灣清治末期，湯圍地區為一街庄，稱為「湯圍庄」，隸屬於四圍堡。該庄北及東與白石腳庄為鄰，南邊東段與奇立丹庄、六結庄為鄰，南邊西段及西邊為礁溪庄。
1901年（日治明治三十四年）11月，廢縣廳改設二十廳，該庄隸屬於宜蘭廳，編入第三區。1905年（明治三十八年）7月，該區改名「礁溪區」。1909年（明治四十二年）10月，合併二十廳為十二廳，該庄仍隸屬於宜蘭廳。1920年（大正九年），廢十二廳改設五州二廳，該庄改制為「湯圍」大字，隸屬於臺北州宜蘭郡礁溪庄，大字下有「湯圍」、「竹篙厝」小字名。
戰後礁溪庄改制為礁溪鄉，隸屬於臺北縣，大字亦改制為村。1950年10月，北、基、宜分治，礁溪鄉改隸屬於宜蘭縣。

## 聚落
本地區發展較早的聚落有湯圍、竹篙厝等，在日治期初期的官方地圖上已有記載。

## 交通
台鐵宜蘭線是台灣東北部鐵路幹線，大致以東北—西南走向經過湯圍地區東部。境內設有礁溪車站，屬三等站，停靠少部分普悠瑪號、太魯閣號、自強號，大部分莒光號、復興號，及全部區間快車與區間車。由此可前往台鐵沿線各地。
省道台9線（礁溪路五段）又稱「東部幹線」，是台北經東部至屏東楓港的幹道，大致以東北—西南走向由本地區北部邉界東段入境，至公園路／中山路二段路口轉向西再繞彎道轉南南西由南部邊界中央地帶出境。由該道路向東北至頭城西南部轉西北經「九彎十八拐」上坡後可前往坪林、石碇、新店等地，向南南西轉南可前往宜蘭、五結、羅東、冬山、蘇澳等地。
鄉道宜5線（德陽路）是湯圍至結頭份的道路，其北側端點位於本地區中部中山路二段（省道台9線舊線）路口。由此向西北經省道台9線後轉西再轉西南出境後，可前往林尾、柴圍、四結、大陂龍潭、二結、枕頭山、結頭分西北部、內員山並止於省道台7丁線路口。

## 廟宇
- 礁溪德陽宮（太子爺廟）